# Stéphane Travert
Pour les articles homonymes, voir Travert.
Stéphane Travert, né le 12 octobre 1969 à Carentan (Manche), est un homme politique français.
Membre du Parti socialiste (PS) de 1988 à 2017, il en est un cadre local et national à partir des années 2000. Il est élu député dans la 3e circonscription de la Manche lors des élections législatives de 2012. Alors qu'il est situé à l'aile gauche du PS, il se rapproche d'Emmanuel Macron comme rapporteur de son projet de loi et devient en octobre 2016 délégué d'En marche, devenu La République en marche.
Il est réélu député lors des législatives de 2017, puis nommé ministre de l'Agriculture et de l'Alimentation dans le second gouvernement d'Édouard Philippe. Il est de nouveau député depuis octobre 2018 et président de la commission des Affaires économiques de février à juin 2024.
Il est également conseiller régional de Basse-Normandie de 2010 à 2015, puis conseiller régional de Normandie de 2016 à 2017.

## Biographie

### Jeunesse, famille et études
Natif de Carentan, il grandit à La Haye-du-Puits où son père est syndicaliste chez Force ouvrière durant sa carrière à l'imprimerie Cauchard. Il est diplômé d’une école de commerce et titulaire d’un BTS d’action commerciale. À la fin de ses études, il revient dans la Manche, un département auquel il se dit « viscéralement attaché ». Sur le plan professionnel, il indique avoir commencé sa carrière dans l’industrie, avant de devenir chef de cabinet du député-maire de Caen, Philippe Duron. Marié à une professeure de français, il est père de deux enfants.

### Parcours politique

#### Débuts
Il adhère au PS à l'âge de 18 ans et occupe le poste de premier secrétaire de la fédération de la Manche entre 2002 et 2003, puis à partir de 2005. À cette même date, il devient membre du bureau national du PS. Il milite pour le « non » au référendum sur le traité établissant une constitution pour l'Europe. Lors du congrès de Reims en 2008, il soutient Benoît Hamon puis Martine Aubry. Henri Emmanuelli est présenté comme « son parrain en politique ».

#### Député de laXIVelégislature
Il est élu député dans la 3e circonscription de la Manche en 2012 en battant le député sortant Alain Cousin (UMP). Il rejoint en 2014 le camp des frondeurs en ne votant pas la confiance au Premier ministre Manuel Valls. Il ne vote pas de nombreux textes économiques ou budgétaires comme la sécurisation de l'emploi ou le pacte budgétaire européen. En mai 2014, Mediapart le situe à l'« aile gauche du PS, tendance Hamon ».
Il est l'un des premiers à soutenir Emmanuel Macron, qu'il rencontre en septembre 2014, à l'occasion de sa visite de l'usine d'Acome à Mortain. À la fin de l’année 2014, il est désigné rapporteur de son projet de loi,, contre l'avis de Bruno Le Roux, président du groupe socialiste. Il est nommé délégué du mouvement En marche ! le 26 octobre 2016.

#### Conseiller régional de Basse-Normandie puis de Normandie
Il est élu conseiller régional de Basse-Normandie lors des élections régionales de 2010. Tête de liste du PS dans la Manche lors des élections régionales de 2015 en Normandie, il est élu conseiller régional. Il démissionne du conseil régional en décembre 2017.

#### Député de laXVelégislature
Candidat à un nouveau mandat lors des élections législatives, il est réélu député de la Manche le 18 juin 2017. Le PS ne lui oppose pas de candidat. Son suppléant est Grégory Galbadon.
Au début de la législature, son nom circule pour la présidence du groupe La République en marche et pour celle de l'Assemblée.

#### Ministre de l'Agriculture et de l'Alimentation
Le 21 juin, il est nommé ministre de l'Agriculture et de l'Alimentation dans le second gouvernement Édouard Philippe, dont la formation suit les élections législatives. Il succède à Jacques Mézard, nommé ministre de la Cohésion des territoires en remplacement de Richard Ferrand. 

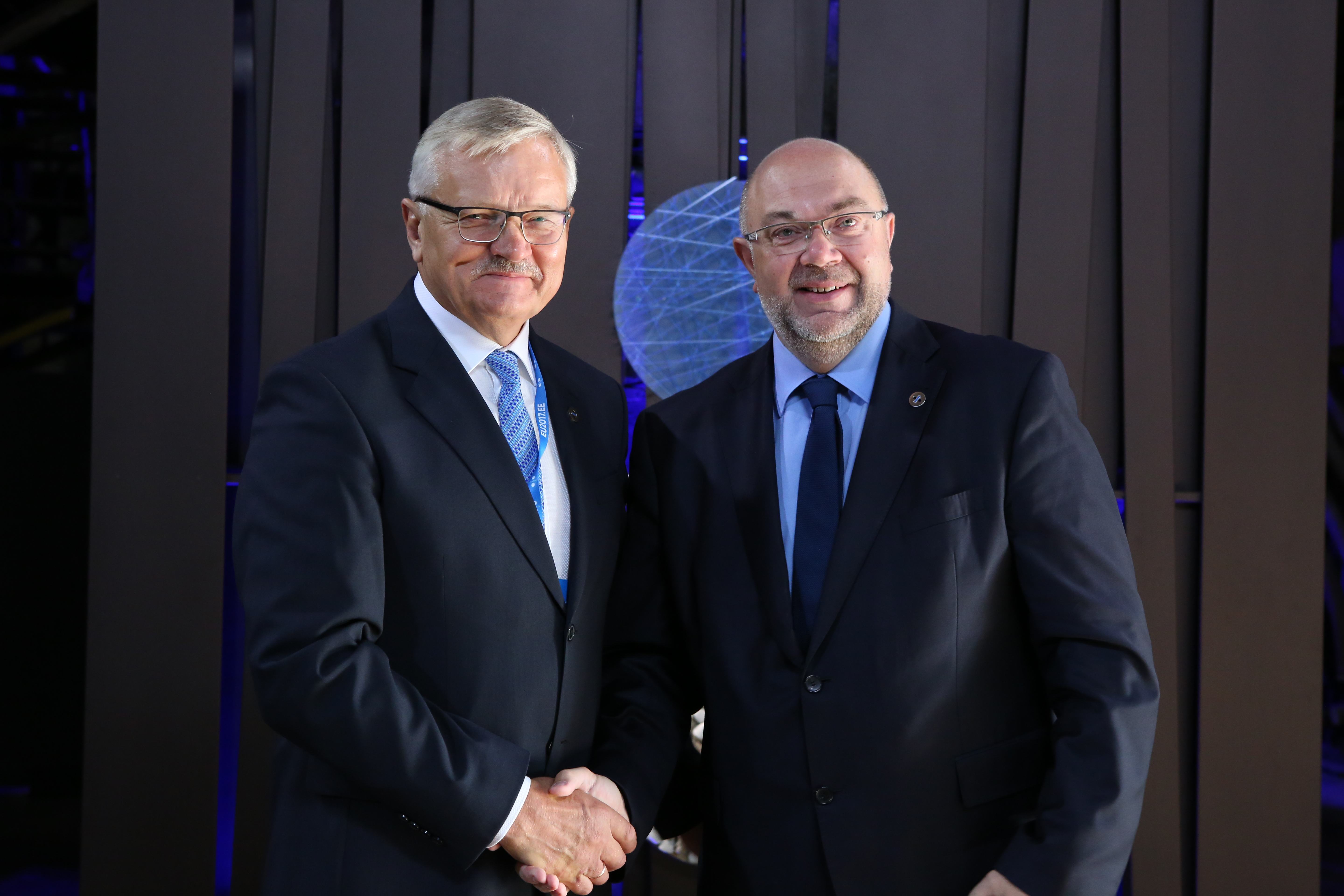
Stéphane Travert et Tarmo Tamm Ministre estonien des Affaires rurales en 2018.

Ses rapports avec Nicolas Hulot, ministre de la Transition écologique et solidaire, sont conflictuels. Moins d'une semaine après sa nomination, il annonce vouloir revenir sur la législation interdisant, sauf dérogation, les insecticides de la famille des néonicotinoïdes à partir de septembre 2018 mais sa déclaration est contredite par Matignon et par Nicolas Hulot. Alors qu'il est chargé de conduire les États généraux de l'alimentation, Libération indique qu'il défend une « vision très agro-industrielle et productiviste du secteur ». En novembre 2017, il déplore « une défaite pour l'Europe » lorsque les 28 États membres de l'Union européenne échouent à s'accorder sur l'avenir du glyphosate lors d'un premier vote sur son renouvellement, alors que la France a mis son veto et que Nicolas Hulot s'en dit « fier » ; quelques jours plus tard, il se dit « heureux » de l'accord européen pour reconduire l'utilisation du glyphosate sur cinq ans : le même jour, Emmanuel Macron puis Matignon lui donnent tort.

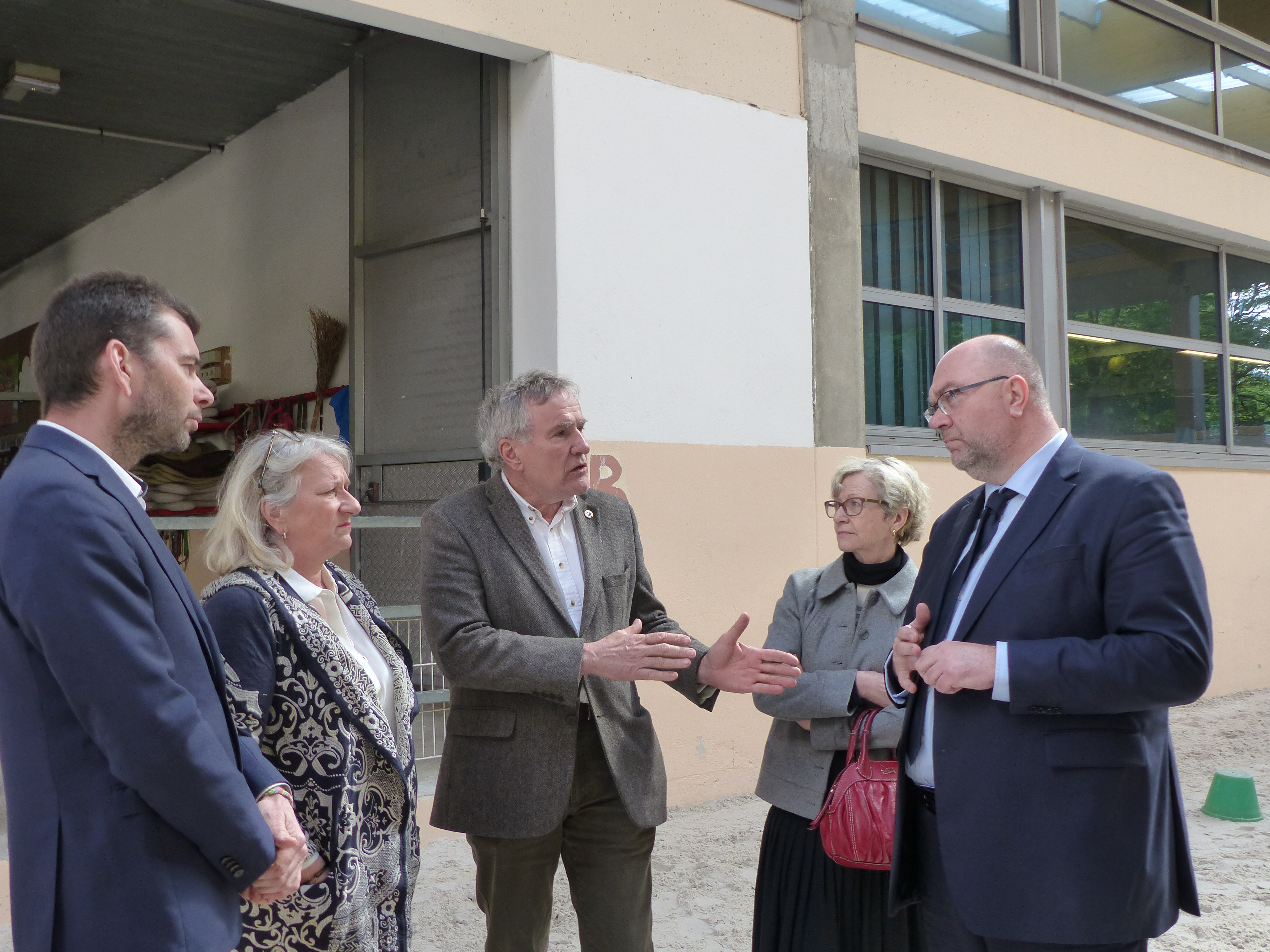
Stéphane Travert avec Serge Lecomte, président de la FFE.

En septembre 2017, une dizaine de députés de La République en marche ! menés par Jean-Baptiste Moreau écrivent à Emmanuel Macron pour exprimer leur mécontentement à l'égard de Stéphane Travert, à qui ils reprochent de ne pas les avoir assez associés aux États généraux de l'alimentation alors en cours ; celui-ci leur présente alors ses excuses. Il fait l'objet de critiques en 2018 pour la loi sur « l’équilibre des relations commerciales dans le secteur agroalimentaire », qu'il fait adopter et qui est jugée très favorable aux industriels de l'agroalimentaire par certains observateurs,. Il est amené à démentir vivement sa proximité avec les lobbies, qui lui est régulièrement reprochée.
La démission de Nicolas Hulot du gouvernement lui est en partie imputée. Il est remercié quelques semaines plus tard, à l'occasion du remaniement : L'Usine nouvelle estime que « sa proximité avec les lobbies, ses hésitations sur le glyphosate et la démission de Nicolas Hulot lui auront été fatales ». Lors de son dernier conseil des ministres, Emmanuel Macron lui rend hommage pour sa fidélité et indique compter sur lui pour la suite du mandat.

#### Retour à la députation
De retour à l'Assemblée nationale, il choisit d’intégrer la commission de la Défense nationale et des Forces armées.
Son nom est régulièrement cité parmi les personnalités pressenties pour prendre la succession de Christophe Castaner comme délégué général de La République en marche, ou évoqué comme nouveau cadre du parti, sa bonne connaissance des appareils politiques et des élus locaux étant présentée comme un atout,,. L'Opinion indique qu'Emmanuel Macron « lui a confié un poste qui ne figure dans aucun organigramme officiel : être en charge de retisser le lien avec les élus locaux », une mission « ardue et de taille à l’approche des élections européennes du mois de mai puis des municipales de 2020 et des départementales l’année suivante ». À cette fin, il crée en janvier 2019 l'association La République ensemble, dont il prend la présidence.

## Mandats et fonctions
- Conseiller régional de Normandie, depuis le 1er janvier 2016[26]

## Décorations
- Commandeur de l'ordre du Mérite agricole ex officio, en tant que ministre de l'Agriculture[27].
- Commandeur de l'ordre du Mérite maritime ex officio, en tant que ministre chargé de la pêche[28].